# Rupert Graves
Pour les articles homonymes, voir Graves.
Rupert Graves, né le 30 juin 1963 à Weston-super-Mare, dans le Somerset, en Angleterre, est un acteur britannique.

## Biographie
Il est né d'une mère coordonnatrice de voyage et d'un père professeur de musique. Avant de se tourner vers la comédie, Rupert Graves poursuit des études de cirque.
C'est en 1978 qu'il débute à l'âge de 15 ans dans un épisode de la série le Retour du Saint, puis il se fait remarquer dans le rôle de Jean dans un double épisode de la série Le Club des cinq.
Mais sa véritable carrière démarre grâce au réalisateur James Ivory avec une apparition dans Chambre avec vue (1986), et plus tard avec un rôle clé dans Maurice (1987).
Acclamé par la suite dans Intimate Relations, il reçoit le prix du meilleur acteur au Festival des films du monde de Montréal en 1996. Il a joué dans V pour Vendetta et Joyeuses Funérailles. Il a aussi repris le rôle de l'inspecteur Lestrade dans Sherlock, une série de la BBC qui transpose le personnage de Sherlock Holmes de nos jours.
Acteur de théâtre, il joue fréquemment sur des scènes du West End de Londres, mais aussi sur Broadway. Il incarne ainsi Wolfgang Amadeus Mozart dans Amadeus de Peter Shaffer en 1986, Algernon Moncrieff dans L'Importance d'être Constant d'Oscar Wilde l'année suivante, Dan dans Closer de Patrick Marber en 1999, Mick dans Le Gardien d'Harold Pinter en 2000, ou encore le Dr Frederick Treves dans The Elephant Man de Bernard Pomerance en 2002.
Il est marié à Susie Lewis depuis 2001 avec qui il a eu 5 enfants : Joseph, Ella, Noah, Isaac et Zoe.

## Filmographie

### Cinéma
- 1986 : Chambre avec vue (A Room with a View) de James Ivory : Freddie Honeychurch
- 1987 : Maurice de James Ivory : Alec Scudder
- 1988 : Une poignée de cendre (A Handful of Dust) de Charles Sturridge : John Beaver
- 1991 : L'Amour en larmes (Where Angels Fear to Tread) de Charles Sturridge : Philip Herriton
- 1992 : Fatale (Damage) de Louis Malle : Martyn Fleming
- 1992 : The Sheltering Desert de Regardt van den Bergh : Hermann Korn
- 1995 : La Folie du roi George (The Madness of King George) de Nicholas Hytner : Robert Fulke Greville
- 1996 : Témoin innocent (The Innocent Sleep) de Scott Michell : Alan Terry
- 1996 : Intimate Relations de Philip Goodhew : Harold Guppy
- 1996 : Different for Girls de Richard Spence : Paul Prentice
- 1997 : Bent de Sean Mathias : Officier à bord du train
- 1997 : Mrs. Dalloway de Marleen Gorris : Septimus Warren Smith
- 1998 : Amour, Vengeance et Trahison (The Revenger's Comedies) de Malcolm Mowbray :Oliver Knightly
- 1999 : Dreaming of Joseph Lees de Eric Styles : Joseph Lees
- 2001 : Room to Rent de Khaled El Hagar : Mark
- 2002 : The Extremists (Extreme Ops) de Christian Duguay : Jeffrey
- 2005 : Rag Tale de Mary McGuckian : Eddy Taylor
- 2006 : V pour Vendetta (V for Vendetta) de James McTeigue : Inspecteur Adjoint Dominic Stone
- 2007 : Joyeuses Funérailles (Death at a Funeral) de Frank Oz : Robert
- 2007 : The Waiting Room de Roger Goldby : George
- 2010 : We Want Sex Equality (Made in Dagenham) de Nigel Cole : Peter Hopkins
- 2012 : Fast Girls de Regan Hall : David Temple
- 2020 : Emma d'Autumn de Wilde : M. Weston
- 2022 : Dalíland de Mary Harron : le capitaine Moore

### Télévision
- 1979 : Le retour du Saint : Prefect
- 1979 : Le Club des cinq : Jean (double épisode "Les cinq et les saltimbanques")
- 1992 : Inspecteur Morse (Inspector Morse)
- 1996 : The Tenant of Wildfell Hall (mini-série) : Huntingdon
- 1999 : Cléopâtre (Cleopatra) de Franc Roddam : Octave / Auguste
- 2002 : La Dynastie des Forsyte (série télévisée, 2002) : le jeune Jolyon Forsythe
- 2003 : Charles II : The Power and the Passion (Série télévisée) : George Villiers, duc de Buckingham
- 2004 : Le Clan des rois de John Downer : voix de Linus (version anglaise)
- 2005 : MI-5 de David Wolstencroft : Willian Sampson (saison 4, épisode 3)
- 2006 : Le Fils du dragon (Son of the Dragon), téléfilm
- 2007 : Clapham Junction d'Adrian Shergold
- 2008 : Ashes to Ashes de Matthew Graham et Ashley Pharaoh : Daniel Moore (saison 1, épisode 2)
- 2009 : Une poignée de seigle (A Pocket Full of Rye), épisode 1, saison 4 de la série télévisée Miss Marple (Agatha Christie's Marple)
- 2010-2017 : Sherlock de Mark Gatiss et Steven Moffat : Inspecteur Lestrade
- 2010 : Wallander : Alfred Harderberg (Saison 2, Episode 2 - The Man Wo Smiled)
- 2010 : Inspecteur Lewis : Alec Pickman
- 2012 : Doctor Who de Steven Moffat : John Riddell (saison 7, épisode 2, Des dinosaures dans l’espace)
- 2012 : Secret State de Ed Fraiman : Felix Durrell
- 2013 : Air Force One ne répond plus (Air Force One is Down) de Cilla Ware : Arkady Dragutin
- 2013 : The White Queen d'Emma Frost : Lord Thomas Stanley
- 2014 : The Crimson Field : Major Crecy
- 2014 : Turks & Caicos : Stirling Rogers
- 2014 : Salting the Battlefield de David Hare : Stirling Rogers
- 2015 : Le Baiser de Valentine (Valentine's Kiss) : Nicholas Whiteley
- 2016 : The Family : John Warren
- 2017 : 12 Monkeys : Un gardien du témoin
- 2018 : Krypton : Ter-El
- 2019 : La Guerre des Mondes de Craig Viveiros : Frederick
- 2022 : La Jeune fille et la nuit de Bill Eagles : Richard